# Европско првенство у атлетици у дворани 1972 — 800 метара за жене
Такмичење у дисциплини трка на 800 метара у женској конкуренцији на трећем Европском првенству у атлетици у дворани 1972. одржано је у Палати спортова у Греноблу, Француска, 11. марта квалификације и 12. марта финале.
Титулу освојену у Софији 1971. није бранила светска рекордерка Хилдегард Фалк из Западне Немачке.

## Земље учеснице
Учествовало је 11 атлетичарки из 9 земаља.
1. Аустрија (1)
2. Бугарска (1)
3. Данска (1)
4. Француска (1)
5. Италија(1)
6. Мађарска (1)
7. Румунија (1)
8. Уједињено Краљевство (1)
9. Западна Немачка (3)

## Рекорди
Извор:
| Рекорди пре почетка Европског првенства у дворани 1972.     | Рекорди пре почетка Европског првенства у дворани 1972. | Рекорди пре почетка Европског првенства у дворани 1972. | Рекорди пре почетка Европског првенства у дворани 1972. | Рекорди пре почетка Европског првенства у дворани 1972. | Рекорди пре почетка Европског првенства у дворани 1972. |
| ----------------------------------------------------------- | ------------------------------------------------------- | ------------------------------------------------------- | ------------------------------------------------------- | ------------------------------------------------------- | ------------------------------------------------------- |
| Светски рекорд                                              | Хилдегард Фалк                                          | Западна Немачка                                         | 2:03,3                                                  | Кил, Западна Немачка                                    | 27. фебруар 1971.                                       |
| Европски рекорд                                             | Хилдегард Фалк                                          | Западна Немачка                                         | 2:03,3                                                  | Кил, Западна Немачка                                    | 27. фебруар 1971.                                       |
| Рекорди европских првенстава                                | Иљана Силај                                             | Румунија                                                | 2:06,0                                                  | Софија Бугарска                                         | 14. март 1971                                           |
| Рекорди после завршеног Европског првенства у дворани 1972. |                                                         |                                                         |                                                         |                                                         |                                                         |
| Рекорди европских првенстава                                | Гунхилд Хофмајстер                                      | Западна Немачка}}                                       | 2:04,83                                                 | Гренобл Француска                                       | 12. март 1972                                           |

## Освајачи медаља
|                                    |                      |                         |
| Гунхилд Хофмајстер Западна Немачка | Иљана Силај Румунија | Светла Златева Бугарска |

## Резултати
У квалификацијама такмичарке су били подељени у две групе:прва од 5 а друга од 6 атлетичарки. У финале су се квалификовала по две првопласиране из обе групе (КВ) и две према постигнутом резултату (кв).

### Квалификације
| Позиција | Група | Атлетичар          | Националност         | Време   | Белешка |
| -------- | ----- | ------------------ | -------------------- | ------- | ------- |
| 1.       | 2     | Гунхилд Хофмајстер | Западна Немачка      | 2:06,18 | КВ      |
| 2.       | 1     | Иљана Силај        | Румунија             | 2:06,28 | КВ      |
| 3.       | 2     | Доната Говони      | Италија              | 2:06,34 | КВ      |
| 4.       | 2     | Светла Златева     | Бугарска             | 2:06,57 | кв      |
| 5.       | 1     | Гизела Еленбергер  | Западна Немачка      | 2:06,76 | КВ      |
| 6.       | 2     | Христа Мартен      | Западна Немачка      | 2:06,82 | кв      |
| 7.       | 1     | Марија Сикора      | Аустрија             | 2:07,26 |         |
| 8.       | 1     | Маргарет Бичам     | Уједињено Краљевство | 2:08,90 |         |
| 9.       | 2     | Марта Велекеи      | Мађарска             | 2:09,69 |         |
| 10.      | 1     | Биргит Јенес       | Данска               | 2:11,09 |         |
| 11.      | 2     | Данијел Верије     | Француска            | 2:11,82 |         |

### Финале
Извор:
| Пласман | Атлетичар          | Земља           | Резултат | Белешка |
| ------- | ------------------ | --------------- | -------- | ------- |
|         | Гунхилд Хофмајстер | Западна Немачка | 2:04,83  | РЕП     |
|         | Иљана Силај        | Румунија        | 2,05,17  | НР      |
|         | Светла Златева     | Бугарска        | 2:05,50  |         |
| 4.      | Христа Мартен      | Западна Немачка | 2:05,86  |         |
| 5.      | Гизела Еленбергер  | Западна Немачка | 2:08,72  |         |
| 6.      | Доната Говони      | Италија         | 2:09,69  |         |

## Укупни биланс медаља у трци на 800 метара за жене после 3. Европског првенства у дворани 1970—1972.
|    | Земља                |   |   |   |   |
| -- | -------------------- | - | - | - | - |
| 1. | Аустрија             | 1 | 0 | 0 | 1 |
| 1. | Источна Немачка      | 1 | 0 | 0 | 1 |
| 1. | Западна Немачка      | 1 | 0 | 0 | 1 |
| 4. | Румунија             | 0 | 2 | 0 | 2 |
| 5. | Совјетски Савез      | 0 | 1 | 0 | 1 |
| 6, | Бугарска             | 0 | 0 | 1 | 1 |
| 6, | Пољска               | 0 | 0 | 1 | 1 |
| 6, | Уједињено Краљевство | 0 | 0 | 1 | 1 |
|    | Укупно {7}           | 3 | 3 | 3 | 9 |

|    | Атлетичар   | Земља    |   |   |   |   |
| -- | ----------- | -------- | - | - | - | - |
| 1. | Иљана Силај | Румунија | 0 | 2 | 0 | 2 |